# Perfuração septal
Um quadro de perfuração septal remonta a uma condição médica, na qual o septo nasal, a parede óssea/cartilaginosa que cinde as cavidades nasais, acede a uma fissura ou frincha.
O espectro pode ser engendrado através de um mecanismo direto, como piercings nasais, ou indiretamente, como por aplicação tópica de drogas a longo prazo, incluindo etilfenidato, metanfetamina, cocaína, pílulas calcadas, sprays nasais, ou, então, eventos de epistaxe crônicos, rinotilexomania, e como complicação de cirurgias nasais, vide septoplastia e rinoplastia. Causas ponderavelmente menos usuais assinalam envolvimento com, a título de exemplo, condições inflamatórias granulomatosas, como granulomatose com poliangiite. Já foi declarado como efeito colateral de drogas anti-angiogências, conforme uso de bevacizumab e outras medicações.

## Sinais e sintomas
Um septo perfurado varia em tamanho e localização, sendo, consequentemente, encontrado em regiões profundas do nariz. Pode não promover manifestações; entretanto, em caso de avanço de indícios, o estado da ruptura regerá a gravidade e distensão dos sintomas. Furamentos ínfimos ou pequenos podem fomentar, durante a respiração, surgimento de ruídos, análogos aos causados num assobio. Aberturas maiores, trivialmente, provocam fenômenos mais avultados. Pode haver uma combinação de crostas, sangramento, dificuldade em respirar, pressão nasal e desconforto. Quanto mais próxima a perfuração estiver das narinas, maior a probabilidade de incitar sintomas.

## Causas
Dentre causas afectivas, tem-se sífilis, lepra e rinoscleroma. Causas não afectivas destravam abuso de cocaína e drogas de utilização similar, ou um corpo estranho in situ.

## Tratamento
Perfurações septais são gerenciadas com técnicas volúveis. O tratamento frequentemente depende da severidade dos sintomas, bem como do tamanho das perfurações. De modo geral, perfurações do septo anterior são mais incômodas e sintomáticas. Perfurações do septo posterior, que ocorrem iatrogenicamente, são frequentemente tratadas com observação simples e às vezes com porções destinadas à cirurgia da base do crânio. Perfurações que não implicam em incômodo podem ser manejadas com apenas observação; todavia, são incapazes de fechar-se espontaneamente. Devido a tanto, postula-se que lesões sem potencial de crescência não requiram tratamento adicional. Em situações em que afere-se sangramento ou dor, o gerenciamento inceptivo pode aludir a umidificação e aplicação de pomadas nas extremidades para promover a cicatrização. A mucosalização das bordas contribuem para o controle de dores epistaxes crônicas. Na entestação entre os possíveis tratamentos, portanto, a cirurgia é menos preferenciada.
Para perfurações conciliadas a anosmia, perda de olfato e 'assobio' persistente, nas quais desconfortos podem concernir a preocupações, o emprego de um botão de silicone septal é uma opção viável. Mesmo em ambiente clínico podem ser instaladas, uma vez ausente a necessidade de sedação. Complicações, vulgarmente, restringem-se a desconforto nasal.
Para pacientes que desejem peremptória correção, os recursos decaem para somente cirurgia; para aqueles que estão determinados a serem medicamente liberados para cirurgia, a localização anatômica e o tamanho da perfuração devem ser analisados.
Múltiplas manobras para acessar o septo já foram descritas na literatura. Embora abordagens sublabiais e subfaciais de desluvamento tenham sido relatadas, a práxis mais refinada atualmente atina à rinoplastia, incluindo métodos tanto abertos quanto fechados. O método aberto suscita uma cicatriz na columela nasal, ainda que permita maior visibilidade para o cirurgião; o método fechado, em contraste, utiliza uma incisão, disposta por absoluto no interior do nariz. O conceito por detrás do fechamento considera uma união dos limites da mucosa, de cada lado da perfuração, com tensão mínima. Um enxerto de interposição é casualmente usado, que fomenta superior estabilidade e, também, estrutura à área da perfuração. Classicamente, usava-se um enxerto de couro cabeludo utilizando fáscia temporal.
Uma estratégia de rinoplastia aberta também permite melhor acesso ao nariz, a fim de reparar qualquer deformidade nasal simultânea, como reproduzido no nariz em sela, que ocorre com uma perfuração septal.

## Diagnóstico
Para determinar candidaturas ao fechamento cirúrgico, é necessário determinar a etiologia da perfuração, comumente praticado com albergue em biópsias da região da ruptura, já que doenças autoimunes e contusões podem estar correlacionadas. Químicos irritantes devem ser guindados, pois envolvimento com drogas - que remonta a maioria das peças irritantes - é competente de inaugurar aberturas. Endoscopias também são congruentes. Caso exerça-se operações cirúrgicas, é ordinária a solicitação de um scan de TC dos seios nasais, sem contraste, e uma avaliação por um otolaringologista.

## Prognóstico
As taxas gerais de sucesso no fechamento da perfuração são contingentes, e frequentemente determinadas pela habilidade do cirurgião, a técnica utilizada e a mensuração da ferida.